# Erkan Süer
Erkan Süer (* 21. Juli 2001 in Tokat) ist ein türkischer Fußballspieler.

## Karriere
Süer begann mit dem Vereinsfußball in der Jugend von Tokatspor und wechselte 2014 in den Nachwuchs von Gençlerbirliği Ankara. Bereits nach einer Saison zog er dann in die Nachwuchsabteilung vom Zweitligisten Boluspor weiter.
Zum Rückrundenstart der Saison 2018/19 erhielt er bei letzterem einen Profivertrag, wurde am Training der Profimannschaft beteiligt und gab schließlich am 3. Mai 2019 in der Ligabegegnung gegen Hatayspor sein Profidebüt. Am 31. Januar 2020 wechselte Süer zu Galatasaray Istanbul. Im Oktober 2020 wurde Süer an Şanlıurfaspor ausgeliehen.